# 罗伯特·加多哈
罗伯特·加多哈（波蘭語：Robert Gadocha，1946年1月10日—），波兰男子足球运动员。他曾代表波兰国奥队参加1972年夏季奥林匹克运动会足球比赛，获得一枚金牌。